# Міжнародний конкурс оперних співаків Соломії Крушельницької 2019
П'ятий Міжнародний конкурс оперних співаків Соломії Крушельницької (англ. 5th International Solomiya Krushelnytska Opera Singers Competition, 12—22 листопада 2019 року, Львів, Україна) — професійне змагання молодих оперних співаків, яке уже вп'яте відбувалося на сцені Львівського національного академічного театру опери та балету. Попередні конкурси відбулися у 1991, 1994, 2003 та 2009 роках. Метою конкурсу є популяризація оперного мистецтва та вшанування імені української оперної примадонни кінця ХІХ — початку XX століття — Соломії Крушельницької.

## Організаційний комітет
- Фоменко Світлана — перший заступник міністра культури, молоді та спорту України, голова організаційного комітету.
- Григоренко Галина — голова громадської організації «Open Opera Ukraine».
- Генсіцький Гліб — головний спеціаліст відділу музичного мистецтва Головного управління мистецтв директорату мистецтв Міністерства культури, молоді та спорту.
- Вовкун Василь — генеральний директор — художній керівник Львівського національного академічного театру опери та балету імені Соломії Крушельницької, заступник голови оргкомітету.
- Білаш Павло — генеральний директор Директорату мистецтв Міністерства культури, молоді та спорту.
- Дутчак Михайло — головний диригент Львівського національного академічного театру опери та балету імені Соломії Крушельницької (з 2005 року), заслужений діяч мистецтв України, Народний артист України.
- Магера Сергій — соліст опери (бас), лауреат багатьох престижних міжнародних конкурсів, народний артист України, лауреат Національної премії України імені Тараса Шевченка.
- Мамчур Світлана — провідна солістка Львівського національного академічного театру опери та балету імені Соломії Крушельницької (з 1990 року), народна артистка України.
- Швед Михайло — заступник генерального директора — художнього керівника Львівського національного академічного театру опери та балету імені Соломії Крушельницької з міжнародного обміну та творчих питань.

## Журі конкурсу
| - Вікторія Лук'янець (Австрія) — голова журі, народна артистка України, солістка Віденської опери. - Михайло Дутчак — головний диригент Львівської національної опери, народний артист України. - Олександр Дяченко — соліст Національної опери України, завідувач кафедри сольного співу Національної музичної академії України імені Петра Чайковського, народний артист України. - Беата Клатка (Польща) — завідувачка кафедри оперної академії Національної опери Варшави, голова Міжнародного вокального конкурсу імені Станіслава Монюшка (Польща). - Світлана Мамчур — провідна солістка Львівського національного академічного театру опери та балету імені Соломії Крушельницької, народна артистка України. | - Ольга Пасічник — солістка Польської королівської опери (Україна-Польща). - Ейтан Пессен — піаніст, викладач співу, художній радник (Німеччина). - Анатолій Солов'яненнко — головний режисер Національної опери України, народний артист України. - Славомир Якубек (Словаччина) — директор агентства «ASART». - Тарас Різняк — секретар журі конкурсу, режисер, оперний співак. |

## Умови конкурсу
У конкурсі можуть брати участь професійні співаки всіх голосових категорій яким ще не виповнилося 35 років і які мають спеціальну музичну освіту та студенти закладів спеціалізованої мистецької освіти (музичного спрямування) України й зарубіжжя. Конкурс проводиться окремо серед співачок та співаків.
До участі у конкурсі не допускаються лауреати Гран-прі Міжнародного конкурсу оперних співаків імені Соломії Крушельницької попередніх років.

## Призовий фонд конкурсу
- Гран-прі — 10 тисяч доларів США
- І премія — 5 тисяч доларів США (дві, для жінок і для чоловіків)
- II премія — 4 тисяч доларів США (дві)
- III премія — 3 тисяч доларів США (дві)
- IV премія — 1 тисяч доларів США (дві)

### Спеціальні премії
- за найкраще виконання арії з опери українського композитора — 500 доларів США
- Диплом найкращого концертмейстера конкурсу — 500 доларів США
- Приз глядацьких симпатій

## Перебіг конкурсу
Конкурс має три тури:
І тур (13–15 листопада)
- у першому турі молоді співаки і співачки у супроводі фортепіано виконували три арії. Серед них обов'язкову арію із творів українських композиторів: Миколи Лисенка, Костянтина Данькевича, Михайла Вериківського, Георгія Майбороди, Віталія Кирейка, Анатолія Кос-Анатольського та ін..
- до II туру перейшли двадцять співаків та співачок: Литовченко Дарія (Україна), Носова Ганна (Україна), Чабаранок Роман (Україна), Лашко Віталій (Україна), Киреєв Олександр (Україна), Твердова Анна (Україна), Тишков Володимир (Україна), Коваль Руслана (Україна), Мазур Мар'яна (Україна), Храпіцька Настасія (Білорусь), Бережанський Тарас (Україна), Дробіт Степан (Україна), Винник Святослав (Україна), Мельник Вікторія (Україна), Бажбеук-Мелікян Саргіс (Вірменія), Яжамбек Люцина (Польща), Зозуля Олександр (Україна), Євдокименко Ігор (Україна), Корибальська-Козарек Моніка (Польща), Алексеєва Юлія (Україна).
- спеціальною премією «Кращий концертмейстер конкурсу» було нагороджено двох піаністок — Діяну Моршнєву (Білорусь) і Наталію Королько (Україна).[2]

II тур (17–18 листопада)
- у другому турі молоді співаки і співачки у супроводі оркестру Львівської національної опери співали арії з опер світових та українських композиторів — Вольфганга Амадея Моцарта, Гаетано Доніцетті, Джакомо Россіні, Джузеппе Верді, Ріхарда Вагнера, Умберто Джордано, Шарля Гуно, Жоржа Бізе, Олександра Бородіна, Петра Чайковського, Станіслава Монюшка, Джакомо Пуччіні, Миколи Лисенка, Юлія Мейтуса та ін.
- диригували — заслужений артист України Юрій Бервецький, Ірина Стасишин, заслужений артист України Мирон Юсипович.
- за результатами голосування членів журі у III турі взяли участь десять співаків та співачок: Литовченко Дарія, Чабаранок Роман, Тишков Володимир, Коваль Руслана, Мазур Мар'яна, Дробіт Степан, Винник Святослав, Мельник Вікторія, Євдокименко Ігор та Алексеєва Юлія.
- «Диплом за краще виконання арії з опери українського композитора» отримав співак з Вірменії — Бажбеук-Мелікян Саргіс, який виконав арію Тараса з опери Миколи Лисенка «Тарас Бульба».[3]

III тур (19–21 листопада)

### Таблиця результатів конкурсу
| № п/п | Ім'я голос                                 | Країна   | І тур (участь) | ІІ тур ()                                                       | ІІІ тур ()                                                                  | Фінал      |
| ----- | ------------------------------------------ | -------- | -------------- | --------------------------------------------------------------- | --------------------------------------------------------------------------- | ---------- |
| 01    | Абакумова Ольга (сопрано)                  | Україна  | (+)            | -                                                               | -                                                                           | -          |
| 02    | Алексеєва Юлія (сопрано)                   | Україна  | (+)            | ()                                                              | ()                                                                          | ІІІ премія |
| 03    | Бажбеук-Мелікян Саргіс (бас)               | Вірменія | (+)            | Диплом за краще виконання арії з опери українського композитора | -                                                                           | -          |
| 04    | Бегларян Тереза (сопрано)                  | Вірменія | (+)            | -                                                               | -                                                                           | -          |
| 05    | Бережанський Тарас (бас)                   | Україна  | (+)            | ()                                                              | -                                                                           | -          |
| 06    | Березяк Мар’яна (мецо-сопрано)             | Україна  | (+)            | -                                                               | -                                                                           | -          |
| 07    | Білоцерківська Наталія                     | Україна  | (—)            | -                                                               | -                                                                           | -          |
| 08    | Бодорова Єва (сопрано)                     | Україна  | (+)            | -                                                               | -                                                                           | -          |
| 09    | Ванжула Тетяна                             | Україна  | (—)            | -                                                               | -                                                                           | -          |
| 10    | Верещак Олексій                            | Україна  | (—)            | -                                                               | -                                                                           | -          |
| 11    | Винник Святослав (баритон)                 | Україна  | (+)            | ()                                                              | Запрошення на вокальні майстер-класи у місті Душники-Здруй (Польща)         | ІІІ премія |
| 12    | Галавай Андрій (баритон)                   | Україна  | (+)            | -                                                               | -                                                                           | -          |
| 13    | Галицький Пйотр Станіслав                  | Польща   | (—)            | -                                                               | -                                                                           | -          |
| 14    | Гусєва Інна (сопрано)                      | Україна  | (+)            | -                                                               | -                                                                           | -          |
| 15    | Дробіт Степан (баритон)                    | Україна  | (+)            | ()                                                              | Запрошення виступити на сцені Національної опери України та Сілезької опери | Дипломант  |
| 16    | Дутчак Володимир (бас)                     | Україна  | (+)            | -                                                               | -                                                                           | -          |
| 17    | Дядів Ольга                                | Україна  | (—)            | -                                                               | -                                                                           | -          |
| 18    | Євдокименко Ігор (баритон)                 | Україна  | (+)            | ()                                                              | ()                                                                          | IV премія  |
| 19    | Зозуля Олександр (баритон)                 | Україна  | (+)            | ()                                                              | -                                                                           | -          |
| 20    | Киреєв Олександр (баритон)                 | Україна  | (+)            | ()                                                              | -                                                                           | -          |
| 21    | Кібартайте Ірина                           | Україна  | (—)            | -                                                               | -                                                                           | -          |
| 22    | Коваль Руслана (сопрано)                   | Україна  | (+)            | ()                                                              | ()                                                                          | І премія   |
| 23    | Конюх Тетяна (сопрано)                     | Україна  | (+)            | -                                                               | -                                                                           | -          |
| 24    | Корибальська-Козарек Моніка (мецо-сопрано) | Польща   | (+)            | ()                                                              | -                                                                           | -          |
| 25    | Корнутяк Анастасія (сопрано)               | Україна  | (+)            | -                                                               | -                                                                           | -          |
| 26    | Кошман Андрій (баритон)                    | Україна  | (+)            | -                                                               | -                                                                           | -          |
| 27    | Кузьмич Микола (тенор)                     | Україна  | (+)            | -                                                               | -                                                                           | -          |
| 28    | Лашко Віталій (баритон)                    | Україна  | (+)            | Запрошення виступити у виставі Львівської національної опери    | -                                                                           | -          |
| 29    | Литовченко Дарина (сопрано)                | Україна  | (+)            | ()                                                              | ()                                                                          | ІІ премія  |
| 30    | Мазур Мар’яна (сопрано)                    | Україна  | (+)            | ()                                                              | Приз глядацьких симпатій                                                    | Гран-прі   |
| 31    | Мархоброд В’ячеслав (бас)                  | Україна  | (+)            | -                                                               | -                                                                           | -          |
| 32    | Мацьолек Павла (сопрано)                   | Польща   | (+)            | -                                                               | -                                                                           | -          |
| 33    | Мельник Вікторія (сопрано)                 | Україна  | (+)            | ()                                                              | ()                                                                          | IV премія  |
| 34    | Михеєв Дмитро                              | Україна  | (—)            | -                                                               | -                                                                           | -          |
| 35    | Нечаєв Георгій (тенор)                     | Україна  | (+)            | -                                                               | -                                                                           | -          |
| 36    | Носова Ганна (сопрано)                     | Україна  | (+)            | ()                                                              | -                                                                           | -          |
| 37    | Охотник Галина (сопрано)                   | Україна  | (+)            | -                                                               | -                                                                           | -          |
| 38    | Пащак Тетяна (сопрано)                     | Україна  | (+)            | -                                                               | -                                                                           | -          |
| 39    | Піскун Юлія (сопрано)                      | Україна  | (+)            | -                                                               | -                                                                           | -          |
| 40    | Погребняк Юлія                             | Україна  | (—)            | -                                                               | -                                                                           | -          |
| 41    | Романів Олена                              | Україна  | (—)            | -                                                               | -                                                                           | -          |
| 42    | Росінська-Швайцер Марта Маріанна           | Польща   | (—)            | -                                                               | -                                                                           | -          |
| 43    | Семенюк Ірина (мецо-сопрано)               | Україна  | (+)            | -                                                               | -                                                                           | -          |
| 44    | Тацишин Назар                              | Україна  | (—)            | -                                                               | -                                                                           | -          |
| 45    | Твердова Анна (сопрано)                    | Україна  | (+)            | ()                                                              | -                                                                           | -          |
| 46    | Тишков Володимир (бас)                     | Україна  | (+)            | ()                                                              | ()                                                                          | ІІ премія  |
| 47    | Усик Марія (сопрано)                       | Україна  | (+)            | -                                                               | -                                                                           | -          |
| 48    | Храпіцька Настасія (сопрано)               | Білорусь | (+)            | ()                                                              | -                                                                           | -          |
| 49    | Цесаренко Ганна (сопрано)                  | Україна  | (+)            | -                                                               | -                                                                           | -          |
| 50    | Чабаранок Роман (бас-баритон)              | Україна  | (+)            | ()                                                              | ()                                                                          | І премія   |
| 51    | Шевчик Олена (сопрано)                     | Білорусь | (+)            | -                                                               | -                                                                           | -          |
| 52    | Юста Міхал                                 | Польща   | (—)            | -                                                               | -                                                                           | -          |
| 53    | Яжамбек Люцина (сопрано)                   | Польща   | (+)            | ()                                                              | -                                                                           | -          |
| 54    | Яковенко Лідія                             | Україна  | (—)            | -                                                               | -                                                                           | -          |